# Avatr 12

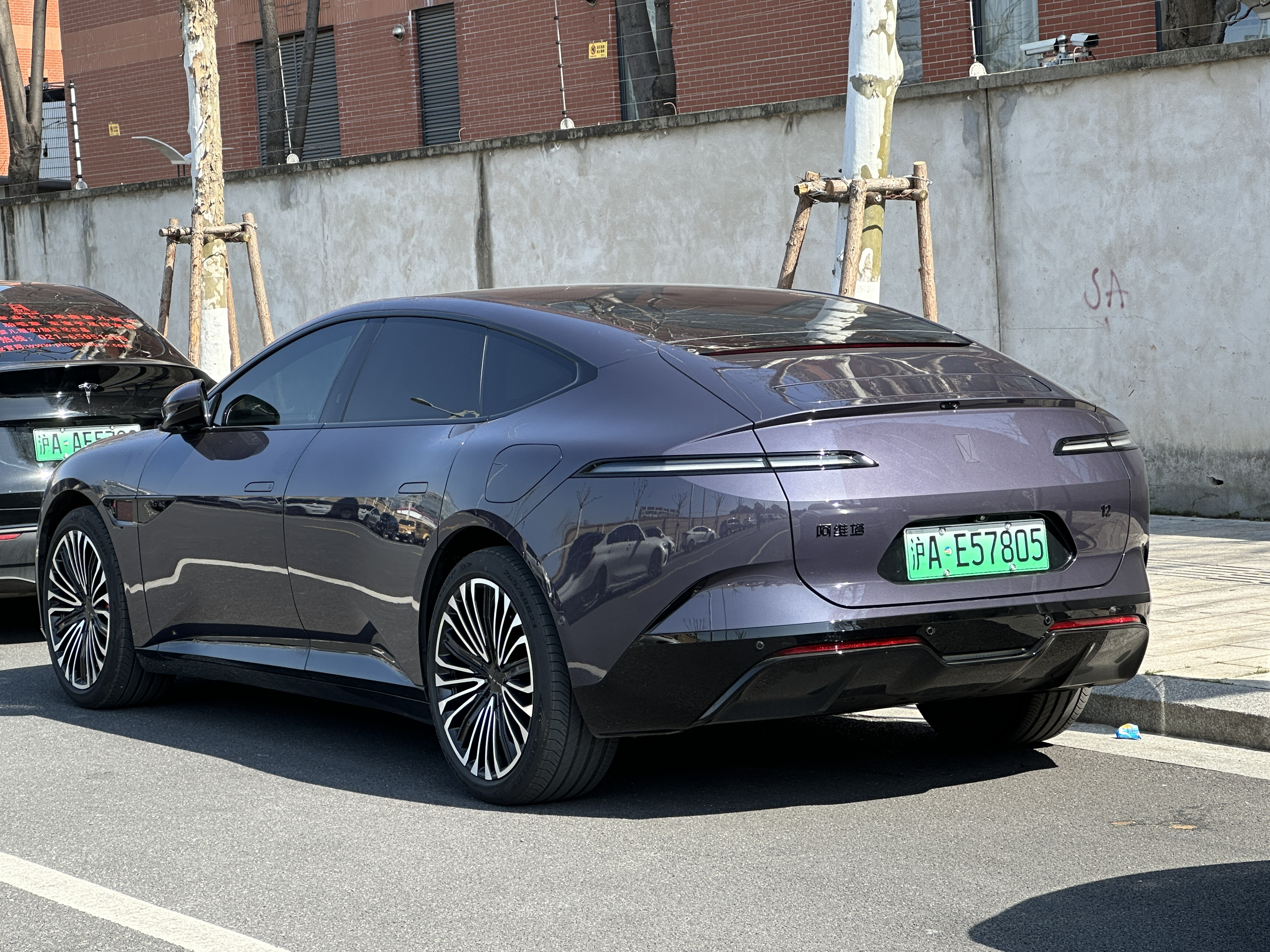
Heckansicht

Der Avatr 12 (阿维塔12 [Ā wéi tǎ 12]; ausgesprochen „eins zwei“ oder „yao er“, nicht „zwölf“) ist ein Oberklasseauto von Avatr, einem Joint Venture zwischen Changan Automobile, dem Lithium-Ionen-Batterie-Anbieter CATL und Huawei. Es ist das nach dem 11 zweite Fahrzeug der Marke. Zum Marktstart im November 2023 gab es ihn nur als Elektroauto. Im November 2024 folgte eine Version mit einem 1,5-Liter-Ottomotor als Reichweitenverlängerer.

## Beschreibung

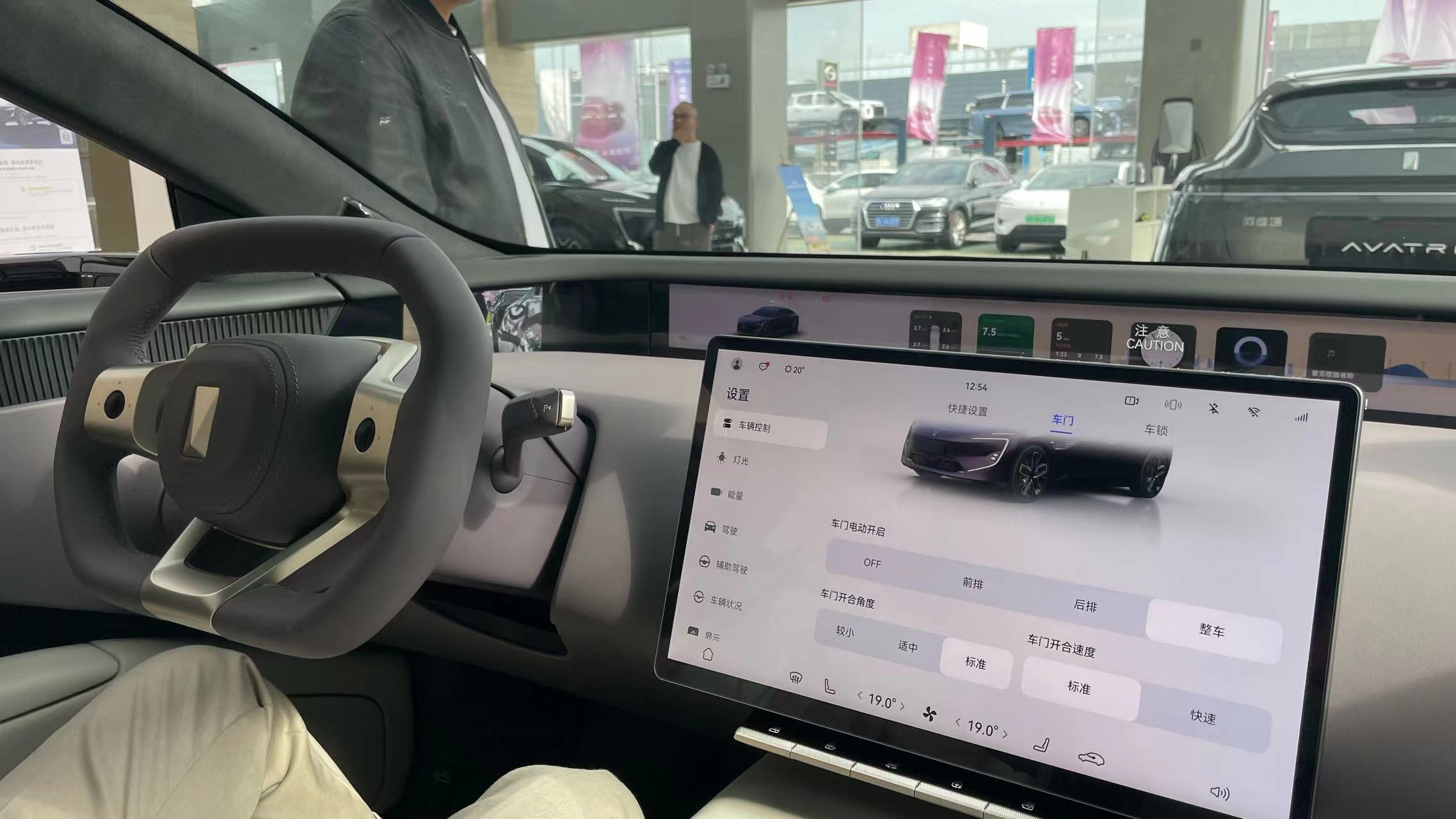
Innenraum

Im Juli 2023 präsentierte Avatr Technology das zweite Modell seiner Baureihe im Rahmen der Erweiterung der bisherigen Modellreihe 11. Der 12 wurde auch auf der IAA im September 2023 in München ausgestellt. Der Wagen präsentierte sich als Flaggschiff-Modell der Oberklasse und vereinte in seinen Proportionen die Merkmale einer Limousine und eines Fließhecks. Wie beim 11 stammt das Design vom ehemaligen BMW-Designer Nader Faghihzadeh.
Die charakteristischen visuellen Merkmale des 11 mit seinen massiven Proportionen wurden auf eine schlankere Silhouette übertragen, die runde Kanten, Doppelscheinwerfer mit „C“-Motiv und schmale Rückleuchtenstreifen beibehielt. Die Türgriffe wurden versteckt, und die kleine Heckscheibe wurde in die sanft geneigte Glasfläche des niedrigen Dachs integriert. Die Kante des Kofferraumdeckels ist mit einem optionalen Klappspoiler versehen, der sich wie bei Liftbacks zusammen mit dem Fenster öffnet. Das Auto ist außerdem mit einem optionalen Kamerasystem ausgestattet, das herkömmliche Seitenspiegel ersetzt. Die Räder sind in zwei Größen erhältlich: 20 oder 21 Zoll.
Der Innenraum verfügt über ein ovales Lenkrad und der zentrale 15,6-Zoll-Touchscreen des Multimediasystems dominiert die Mittelkonsole. Ein großer horizontaler Bildschirm erstreckt sich über die gesamte Breite des Cockpits.